# Szilveszter Hangya
Szilveszter Hangya (Baja, 2 gennaio 1994) è un calciatore ungherese, difensore dell'Honvéd.

## Caratteristiche tecniche
Terzino sinistro di spinta, più volte è stato impiegato anche in maniera più avanzata come centrocampista sinistro.

## Carriera

### Club
Cresciuto nelle giovanili del squadra della sua città natale, prima nel Baja e poi nel Kinderball SE, nel 2008 viene acquistato dall'MTK Budapest, nel 2012 viene promosso in prima squadra ma gioca soprattutto in seconda squadra. Ottiene la sua unica presenza con la prima squadra il 17 maggio 2014, giocando gli ultimi minuti di Budapest Honvéd Football-MTK Budapest (0-2). Il 22 agosto 2014 viene ceduto in prestito al Dunaújváros. Rientra dal prestito nel gennaio 2015. Il 19 febbraio 2015 viene ufficializzata la sua cessione in prestito al Vasas, squadra della seconda serie. Al termine della stagione il Vasas, nel frattempo promosso in massima serie, lo acquista a titolo definitivo. Dopo le ottime prestazioni e la vittoria del campionato di seconda divisione, nel 2018 viene acquistato dal Fehérvár, divenendo anche qui in poco tempo uomo chiave della difesa. Al termine del contratto lascia la squadra rossoblu nel 2024. Dopo pochi mesi da svincolato, il 10 settembre 2024 si accasa all'Honvéd, dopo una stagione vissuta da titolare, il 25 maggio 2025 nell'ultima giornata di campionato segna nel derby esterno contro il Vasas sua ex squadra, il gol del momentaneo 2-1, nella partita che terminerà poi 2-2 la quale non consentirà al Vasas di approdare nella successiva massima serie, facendovi accedere per la prima volta nella sua storia il Kazincbarcika.

### Nazionale
Esordisce nella nazionale, nel maggio 2010 giocando il match di andata e ritorno contro i pari età dell'Austria con la selezione Under-16. successivamente l'anno dopo viene chiamato nella Nazionale Under-18. Nel marzo 2012 viene convocato dall'Under-19. Il debutto arriva il 13 marzo, nell'amichevole Macedonia-Ungheria (0-0). Nell'aprile 2014 viene convocato dall'Under-20, con cui debutta il 30 aprile. Nell'ottobre 2014 viene convocato dalla Nazionale Under-21, con cui debutta il 10 ottobre, in Ungheria-Russia (1-1). Nel novembre 2016 viene convocato dal ct Bernd Storck con la Nazionale maggiore. Il debutto arriva il 15 novembre, nell'amichevole Svezia-Ungheria (2-0). Restando per ben cinque anni fino al marzo 2021 raccogliendo 10 presenze.

## Statistiche

### Presenze e reti nei club
Statistiche aggiornate al 9 giugno 2025.
| Stagione               | Squadra                | Campionato             | Campionato | Campionato | Coppe nazionali | Coppe nazionali | Coppe nazionali | Coppe continentali | Coppe continentali | Coppe continentali | Altre coppe | Altre coppe | Altre coppe | Totale | Totale |
| Stagione               | Squadra                | Comp                   | Pres       | Reti       | Comp            | Pres            | Reti            | Comp               | Pres               | Reti               | Comp        | Pres        | Reti        | Pres   | Reti   |
| ---------------------- | ---------------------- | ---------------------- | ---------- | ---------- | --------------- | --------------- | --------------- | ------------------ | ------------------ | ------------------ | ----------- | ----------- | ----------- | ------ | ------ |
| 2011-2012              | MTK Budapest II        | NBII                   | 0          | 0          | MK              | 0               | 0               | -                  | -                  | -                  | -           | -           | -           | 0      | 0      |
| 2012-2013              | MTK Budapest II        | NBII                   | 21         | 1          | MK              | 0               | 0               | -                  | -                  | -                  | -           | -           | -           | 21     | 1      |
| Totale MTK Budapest II | Totale MTK Budapest II | Totale MTK Budapest II | 21         | 1          |                 | 0               | 0               |                    | -                  | -                  |             | -           | -           | 21     | 1      |
| 2011-2012              | MTK Budapest           | NBII                   | 2          | 0          | MK+MLK          | 0+0             | 0+0             | -                  | -                  | -                  | -           | -           | -           | 2      | 0      |
| 2012-2013              | MTK Budapest           | NBI                    | 0          | 0          | MK+MLK          | 0+1             | 0+0             | UEL                | 0                  | 0                  | -           | -           | -           | 1      | 0      |
| 2013-2014              | MTK Budapest           | NBI                    | 1          | 0          | MK+MLK          | 0+4             | 0+1             | -                  | -                  | -                  | -           | -           | -           | 5      | 1      |
| Totale MTK Budapest    | Totale MTK Budapest    | Totale MTK Budapest    | 3          | 0          |                 | 5               | 1               |                    | 0                  | 0                  |             | -           | -           | 8      | 1      |
| 2014-feb. 2015         | Dunaújváros II         | NBIII                  | 2          | 1          | -               | -               | -               | -                  | -                  | -                  | -           | -           | -           | 2      | 1      |
| 2014-feb. 2015         | Dunaújváros            | NBI                    | 1          | 0          | MK+MLK          | 0+7             | 0+0             | -                  | -                  | -                  | -           | -           | -           | 8      | 0      |
| feb.-giu. 2015         | Vasas                  | NBII                   | 13         | 0          | MK+CdL          | 0+-             | 0+-             | -                  | -                  | -                  | -           | -           | -           | 13     | 0      |
| 2015-2016              | Vasas                  | NBI                    | 26         | 1          | MK              | 1               | 0               | -                  | -                  | -                  | -           | -           | -           | 27     | 1      |
| 2016-2017              | Vasas                  | NBI                    | 30         | 0          | MK              | 8               | 2               | -                  | -                  | -                  | -           | -           | -           | 38     | 2      |
| 2017-2018              | Vasas                  | NBI                    | 27         | 1          | MK              | 1               | 0               | UEL                | 2                  | 0                  | -           | -           | -           | 30     | 1      |
| Totale Vasas           | Totale Vasas           | Totale Vasas           | 96         | 2          |                 | 10              | 2               |                    | 2                  | 0                  |             | -           | -           | 108    | 4      |
| 2018-2019              | Fehérvár               | NBI                    | 5          | 0          | MK              | 5               | 1               | UCL+UEL            | 0+1                | 0+0                | -           | -           | -           | 11     | 1      |
| 2019-2020              | Fehérvár               | NBI                    | 21         | 0          | MK              | 5               | 0               | UEL                | 0                  | 0                  | -           | -           | -           | 26     | 0      |
| 2020-2021              | Fehérvár               | NBI                    | 25         | 1          | MK              | 4               | 0               | UEL                | 2                  | 0                  | -           | -           | -           | 31     | 1      |
| 2021-2022              | Fehérvár               | NBI                    | 13         | 0          | MK              | 2               | 0               | UECL               | 0                  | 0                  | -           | -           | -           | 15     | 0      |
| 2022-2023              | Fehérvár               | NB I                   | 10         | 0          | MK              | 1               | 0               | UECL               | 5                  | 0                  | -           | -           | -           | 16     | 0      |
| 2023-2024              | Fehérvár               | NBI                    | 0          | 0          | MK              | 0               | 0               | -                  | -                  | -                  | -           | -           | -           | 0      | 0      |
| Totale Fehérvár        | Totale Fehérvár        | Totale Fehérvár        | 74         | 1          |                 | 17              | 1               |                    | 8                  | 0                  |             | -           | -           | 99     | 2      |
| 2024-2025              | Honvéd                 | NBII                   | 24         | 1          | MK              | 1               | 0               | -                  | -                  | -                  | -           | -           | -           | 25     | 1      |
| Totale carriera        | Totale carriera        | Totale carriera        | 220        | 6          |                 | 40              | 4               |                    | 10                 | 0                  |             | -           | -           | 270    | 10     |

## Palmarès

### Club

#### Competizioni nazionali
- Nemzeti Bajnokság II: 2

MTK Budapest: 2011-2012
Vasas: 2014-2015
- Coppa d'Ungheria: 1

MOL Vidi: 2018-2019